# Copa Constitució 2016
La Copa Constitució 2016 fue la 24.ª edición de la Copa Constitució. El torneo comenzó el 21 de febrero de 2016 y finalizó el 15 de mayo de 2016 con la final en el Estadio Comunal de Andorra la Vieja .

## Formato
La Copa Constitució 2016 fue disputada por doce clubes. Los equipos participantes jugaron cuatro rondas, todas ellas por eliminación directa. El campeón clasificó a la primera ronda previa de la Liga Europa 2016-17.
| Ronda            | Fecha(s)              | Número de partidos | Equipos |
| ---------------- | --------------------- | ------------------ | ------- |
| Primera ronda    | 21 de febrero de 2016 | 4                  | 12 → 8  |
| Cuartos de final | 28 de febrero de 2016 | 4                  | 8 → 4   |
| Semifinales      | 6 de marzo de 2016    | 2                  | 4 → 2   |
| Final            | 15 de mayo de 2016    | 1                  | 2 → 1   |

## Primera ronda
| Local                 | Resultado  | Visitante               | Fecha         | Estadio                             |
| --------------------- | ---------- | ----------------------- | ------------- | ----------------------------------- |
| Ordino                | (pró.) 5-3 | Jenlai                  | 21 de febrero | Centre d'Entrenament de la FAF 1    |
| Penya Encarnada       | 7-0        | Atlètic Club d'Escaldes | 21 de febrero | Centre d'Entrenament de la FAF 1    |
| Inter Club d'Escaldes | 0-3 (pró.) | FC Encamp               | 21 de febrero | Campo de fútbol municipal de Encamp |
| Extremenya            | 0-5        | Engordany               | 21 de febrero | Centre d'Entrenament de la FAF 1    |

## Cuartos de final
| Local           | Resultado  | Visitante       | Fecha         | Estadio                             |
| --------------- | ---------- | --------------- | ------------- | ----------------------------------- |
| FC Santa Coloma | 2-0        | Ordino          | 28 de febrero | Centre d'Entrenament de la FAF 1    |
| Penya Encarnada | 1-3        | UE Santa Coloma | 28 de febrero | Centre d'Entrenament de la FAF 1    |
| Sant Julià      | 1-0        | Encamp          | 28 de febrero | Estadio Comunal de Andorra la Vieja |
| Lusitanos       | 2-4 (pró.) | Engordany       | 28 de febrero | Centre d'Entrenament de la FAF 1    |

## Semifinales
| Local           | Resultado | Visitante       | Fecha      | Estadio                          |
| --------------- | --------- | --------------- | ---------- | -------------------------------- |
| FC Santa Coloma | 0-1       | UE Santa Coloma | 6 de marzo | Centre d'Entrenament de la FAF 1 |
| Sant Julià      | 1-2       | UE Engordany    | 6 de marzo | Centre d'Entrenament de la FAF 1 |

## Final
| Local           | Resultado | Visitante | Fecha       | Estadio                             |
| --------------- | --------- | --------- | ----------- | ----------------------------------- |
| UE Santa Coloma | 3-0       | Engordany | 15 de marzo | Estadio Comunal de Andorra la Vieja |

| Campeón: UE Santa Coloma 2.º título |